# Wachenheim (Adelsgeschlecht)

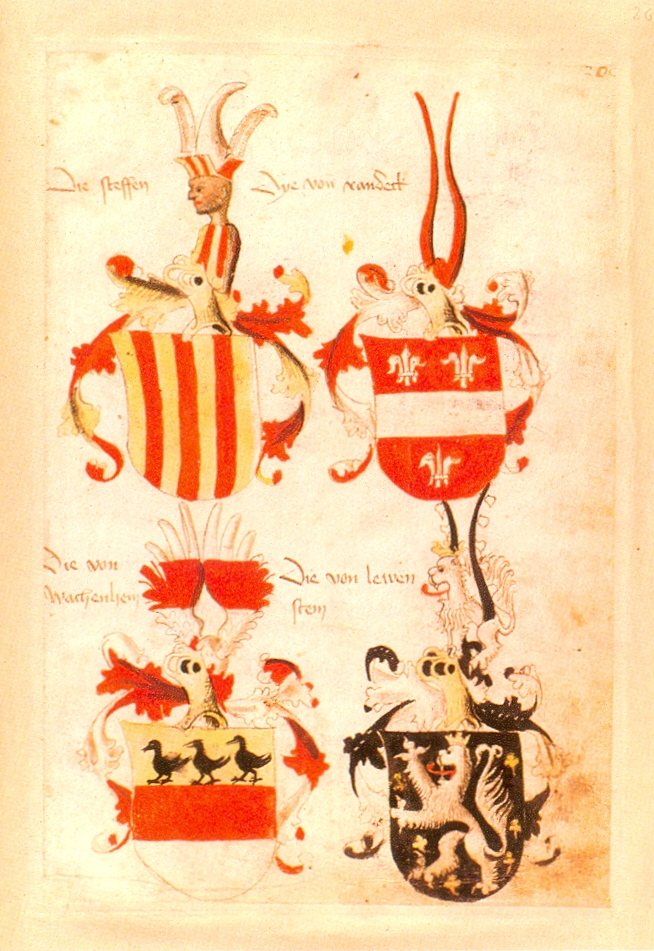
Wappen derer von Wachenheim im Ingeram Codex (um 1459)

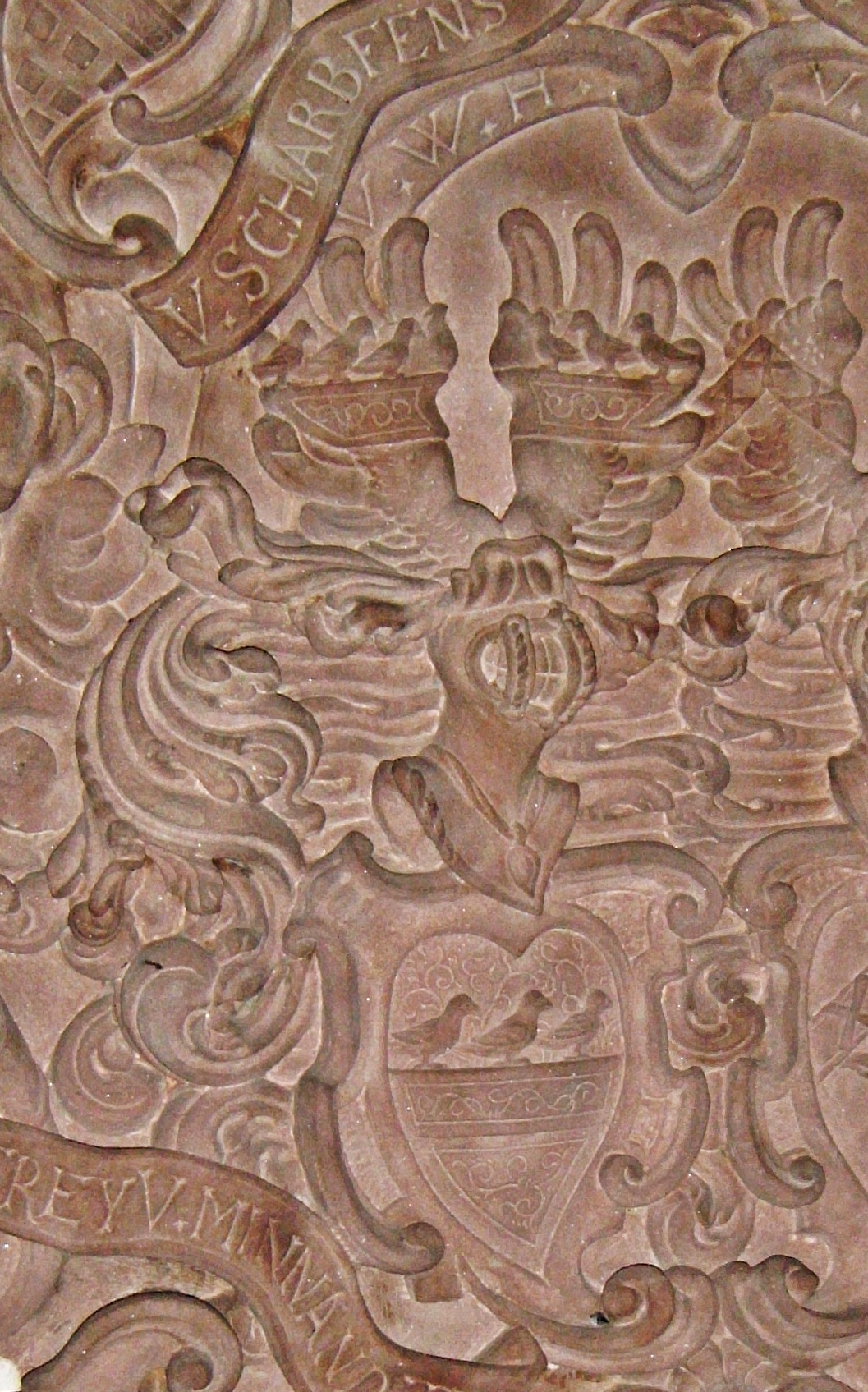
Großes Familienwappen, 1635, Epitaph, Nikolauskirche Neuleiningen

Die Herren von Wachenheim, auch genannt Ritter von Wachenheim, waren ein Geschlecht des Pfälzer Uradels, das seine Heimat im später rheinhessischen Dorf Wachenheim an der Pfrimm hatte und dort eine Burg besaß.

## Familiengeschichte

### Überblick
Das Geschlecht hat seine Anfänge im frühen 13. Jahrhundert und leitet seinen Namen offenbar von dem Ort Wachenheim an der Pfrimm ab, dessen Ortswappen dem der Adelsfamilie ähnelt.
Es führte als Erkennungszeichen drei schwarze Vögel im Wappen, bei denen es sich um Schwarzdrosseln (Amseln) handeln soll. Hierauf beziehe sich auch der Leitname „Druschel“ (Drossel), den viele Angehörige führten. Öfter werden die Vögel – ohne Grundlage – als Wachteln missgedeutet bzw. dargestellt, da man glaubte daraus die Sprachwurzel des Namens Wachenheim (Wachtelheim) ableiten zu können. So wird es auch in der Beschreibung des Wachenheimer Ortswappens kolportiert. Ungeklärt ist der zuweilen benutzte Namenszusatz „Beteler von Wachenheim“. Ein laut Urkunde von 1392 verwandtes und gleichfalls einen Vogel im Wappen führendes Geschlecht sind die auch in Wachenheim ansässigen „Schott von Wachenheim“, die jedoch bereits 1445 ausstarben. Verwandt waren ebenfalls die Ritter von Einselthum, die zuweilen auch den Beinamen von Wachenheim führten.
Die Familie besaß in Wachenheim die Unterburg und später die Oberburg. Lehensherren der Wachenheimer Besitztümer waren zunächst die Kurfürsten von Trier und die Grafen von Leiningen, später auch die Kurpfalz.
Im 14. Jahrhundert erscheint Dietz von Wachenheim als Mit-Erbauer der Burg Treuenfels bei Altenbamberg. Der Homburger Hof in Guntersblum gehörte im 16. und 17. Jahrhundert zum Besitz des Geschlechtes und hieß in dieser Zeit Wachenheimer Hof. Einen Wachenheimer Hof gab es auch als Burgverwalterhaus in Neuleiningen. Es ist heute umgebaut zum katholischen Pfarrhaus des Dorfes.
Nicht verwandt ist die Wormser Adelsfamilie „Bonne von Wachenheim“, die den Ortszusatz erst annahm, seit eines ihrer Mitglieder Burgmann auf der Wachtenburg in Wachenheim an der Weinstraße geworden war.

### Einzelne Vertreter und Ereignisse

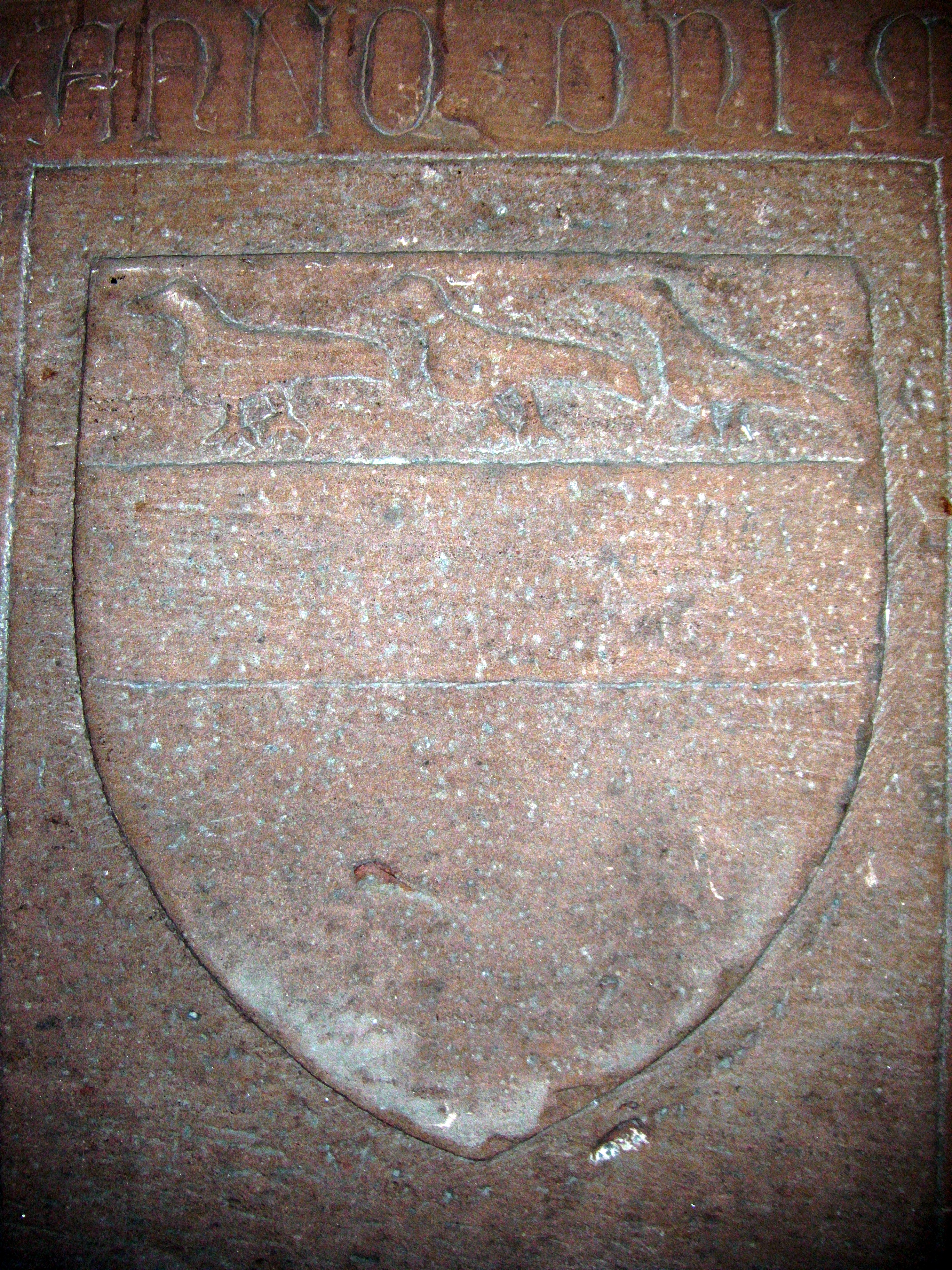
Familienwappen, 1373, Epitaph, Andreasstift Worms

Eine vollständige Genealogie der Wachenheimer ist nicht überliefert. In dem heimatgeschichtlichen Werk „Heimatbuch für Wachenheim an der Pfrimm unter Berücksichtigung seiner Umgebung“ (Johannes Würth, Verlag Emil Sommer, Grünstadt, 1930; Neuausgabe durch Gemeinde Wachenheim, 1982) wurde eine Fülle von Informationen zur Familie und zu den sich auf sie beziehenden Urkunden zusammengetragen.
- Erster urkundlich erwähnter Spross ist „Gerhard Beteler von Wachenheim“, der 1240 vom Leininger Grafen den halben Ort und das Gericht von Monsheim zu Lehen erhält.
- 1269 überließ Gerhard von Wachenheim dem Dierolf von Hochheim und seiner Frau Gude 28 Morgen Ackerland hinter der Hochheimer Kirche, das beide 1279 zur Ausstattung des von ihnen gestifteten Klosters Maria Himmelskron verwandten.[1] Gerhard von Wachenheim starb am 29. August 1308 und seine Wappen-Grabplatte aus Maria Himmelskron befindet sich heute im Dom- und Diözesanmuseum Mainz.[2] Offenbar bestand generell ein enger Bezug der Herren von Wachenheim zu diesem Konvent, da öfter Mitglieder dort bestattet wurden. In diesem Zusammenhang ist u. a. auch die Wappen-Grabplatte der Margareta von Wachenheim († 1373) zu nennen, die als historisches Relikt aus dem Kloster Himmelskron in das heute als Stadtmuseum dienende Andreasstift Worms kam.
- Am 6. Mai 1325 gewährte Papst Johannes XXII. einen Ablass für die offenbar von dem Geschlecht gestiftete Kirche in Wachenheim (Pfrimm), welcher Dietz und Gerhardus Beteler von Wachenheim einen Reliquienschrein, „über das Meer mitgebracht“ und geschenkt  hätten.[3]
- 1338 machten Dietz von Wachenheim und seine Frau Else von Hahnheim Schenkungen an die  Klöster Enkenbach, Klein-Frankenthal,[4] Schönfeld (Bad Dürkheim) und Hasenpfuhl (Speyer), in denen sich ihre vier Töchter als Ordensfrauen befanden. 1347 dotierte Dietz von Wachenheim für sich ein Jahrgedächtnis im Philippsstift Zell.
- 1366 erwarb Dietz von Wachenheim das Dorf Hochstätten als Pfand von den Brüdern von Hohenfels, Herren zu Reipoltskirchen.
- 1383 bis 1404 ist Peter von Wachenheim als Abt des Klosters Limburg durch Beurkundungen nachgewiesen.[5]
- 1398 erscheint Gerhard Beteler von Wachenheim als kurpfälzischer Burgmann zu Alzey, Dietz von Wachenheim wird als verstorbener Burgmann von Oppenheim genannt.
- 1400 wird Druschel von Wachenheim als Prior des Stiftes Zell erwähnt.
- 1407 stiftete Hans von Wachenheim, Magister (später Dekan) am Cyriakusstift Worms die Zeller Philippsbruderschaft. Sein Verwandter, der Zeller Prior Druschel von Wachenheim erwirkte die Bestätigung durch Erzbischof Johannes II. von Mainz. Das kostbare Mitgliedsbuch mit zahlreichen Miniaturen befindet sich heute im Staatsarchiv München. Es waren unter anderem als Mitglieder eingetragen: Ruprecht I., deutscher König und Kurfürst von der Pfalz, sowie die Pfälzer Kurfürsten Ludwig III., Ludwig IV. und Friedrich I. Druschel von Wachenheim  und sein Bruder Dietz von Wachenheim, Kanoniker an der St. Johanniskirche zu Mainz spendeten im gleichen Jahr auch Geld für Bauarbeiten an der Zeller Stiftskirche.
- Hans von Wachenheim d. Ä., genannt „Wyenheymer“,[6] Sohn eines langjährigen Truchsessen von Kirchberg, erhielt 1429 von Johann V. von Sponheim dessen Anteil an der Burg Altleiningen als Burglehen und 1438 als Ehemann der Katharina von Rockenhusen, Witwe des Contz von Obernheimbach († nach 1420), von Friedrich III. von Veldenz Ländereien (deren Wittum) in Neu-Bamberg.[7]
- 1438 starb Sifried von Wachenheim als Kanoniker des Domstiftes Worms
- 1446 wurde Gerhard von Wachenheim von Graf Hesso von Leiningen-Dagsburg mit den halben Dörfern Monsheim und Einselthum belehnt. Mehrfache Erneuerungen des Lehens fanden noch bis 1589 statt.
- Hans von Wachenheim d. M. (* um 1514; † nach 1472), war langjähriger kurpfälzischer Amtmann im Oberamt Kreuznach
- Am 24. August 1505 wurde Johannes von Wachenheim zum Abt des Prämonstratenserklosters Rothenkirchen  (Kirchheimbolanden) gewählt, verweigerte aus Gewissensgründen lange die Annahme der Würde, amtierte aber dann bis 1515.
- 1517 Ursula von Wachenheim, geborene von Sternenfels, verkauft an Philipps vom Nuwenhuse und seine Ehefrau Catharine Walßpornin ihren halben Teil an Schloß, Wiesen und Gärten zu Barckhusen [Berghausen] um 430 fl.[8]
- 1518  Quittung der Frau Ursula von Wachenheim über 100 fl. welche von dem Kaufschilling für das Schloß zu Barckhusen [Berghausen] noch stehen geblieben waren; [geben uf Dienstag nach St. Johannis Baptistentag 1518][9]
- 1524 erscheint Ambrosius von Wachenheim als leiningischer Amtmann in Altleiningen.

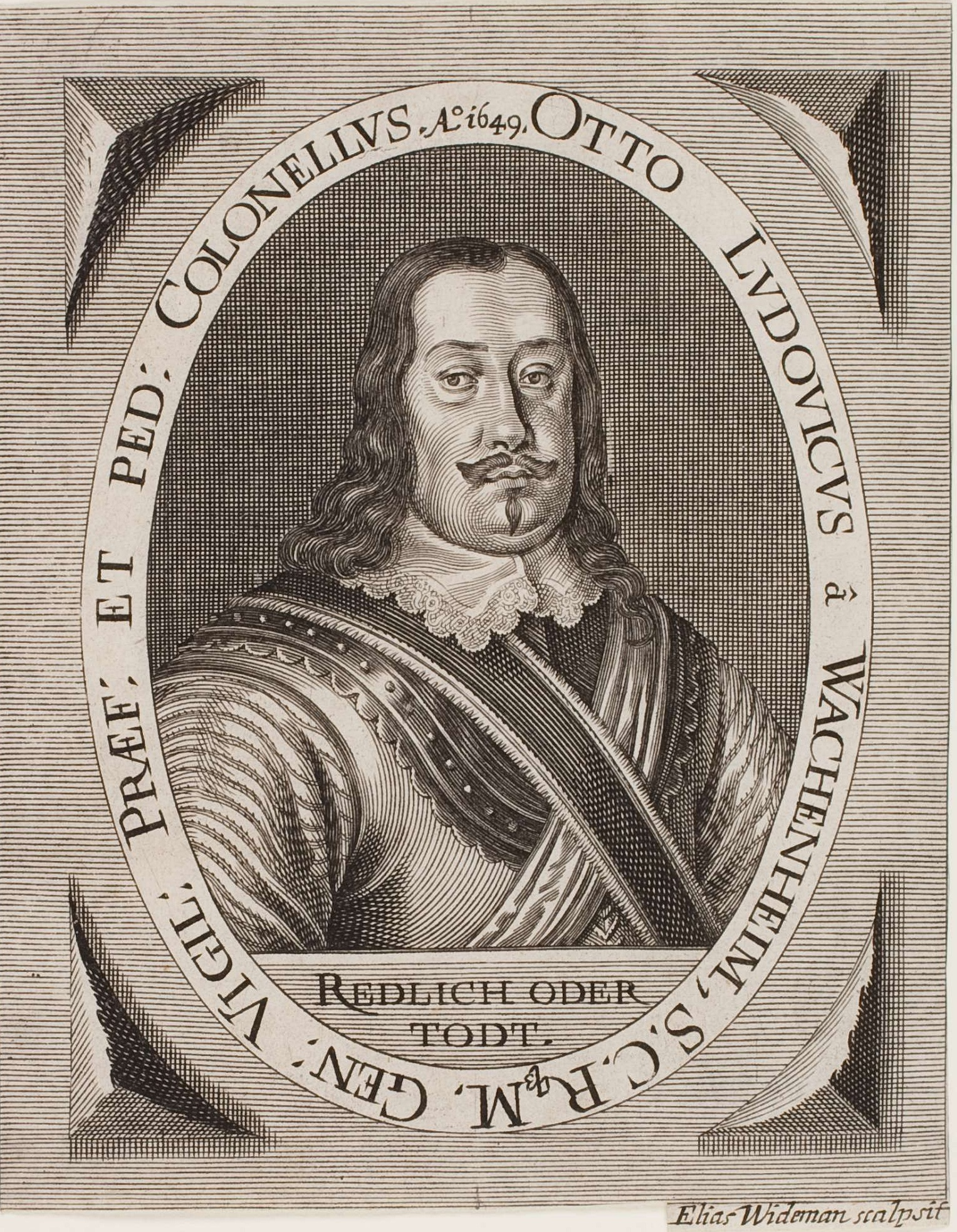
General Otto Ludwig von Wachenheim († 1660, in Monsheim), gestochen von Elias Widemann, 1649

- Am 4. Oktober 1552 starb Anna von Wachenheim geb. von Irmtraut, zweite Gemahlin des Hans Jakob von Wachenheim. Sie wurde in der gräflichen Gruft zu Höningen, neben ihrer Freundin, Gräfin Eva von Neu-Leiningen (1481–1543) beigesetzt.
- 1633 erwarb Philipp Heinrich von Wachenheim, nassauischer Oberamtmann zu Usingen, den Ort Niederhofheim als Erblehen. Zu seinem Andenken nahm die Gemeinde Niederhofheim 1967 drei Vögel in ihr Wappen auf, welche auch hier fälschlich als Wachteln erscheinen.[10] Die Grabplatte von Philipp Heinrichs Ehefrau Agatha Rosina von Wachenheim geb. von Thüngen († 1623) befindet sich eingemauert an der Laurentiuskirche Usingen.[11]
- 1635, den 29. Oktober, starb Friedrich Philipp von Wachenheim und wurde in der Nikolauskirche Neuleiningen bestattet, wo man ihm ein prachtvolles Wappenepitaph widmete.
- Im Dreißigjährigen Krieg wird mehrfach der kaiserliche Generalwachtmeister Otto Ludwig von Wachenheim genannt, u. a. 1642 als Kommandant von Neiße in Schlesien, das er am 6. Juni des Jahres, vor den übermächtigen Schweden unter General Lennart Torstensson weichend, ehrenvoll übergab. 1651 ließ er einen Sandsteinerker am Schloss Monsheim erbauen,[12] den sein Wappen ziert. Er war der Sohn des vorgenannten Friedrich Philipp von Wachenheim[13] und starb 1660 in Monsheim. Von ihm und seiner Gattin Anna Margareta geb. Vogt von Hunolstein befinden sich Inschriftkartuschen am Monsheimer Schloss, der Grabstein der Frau, mit Allianzwappen, an der ev. Kirche Monsheim (Außenbereich).
- Ein Zweig der Wachenheimer war im 17. bzw. 18. Jahrhundert in Gemünden am Main ansässig, dessen Begründer Christoph Friedrich von Wachenheim († 1709), ein Sohn des vorgenannten Generals Otto Ludwig von Wachenheim, dort ab 1676 als Oberamtmann des Hochstiftes Würzburg fungierte.[14]
- Die letzte urkundliche Nachricht über das Geschlecht der Herren von Wachenheim datiert vom 13. Februar 1790. Damals ließ der königlich ungarische Oberstleutnant im 8. Husarenregiment „von Wurmser“, Franz von Wachenheim, für sich und seine Leibeserben, seinen „uralt hergebrachten und ruhig besessenen Freiherrenstand“ vom pfalz-bayerischen Kurfürsten Karl Theodor neu bestätigen.[15] Er war als Oberst seit 1793 auch Regimentskommandeur des 8. K.k. Husarenregiments und starb am 8. September 1795 zu Freiburg im Breisgau.[16][17][18]

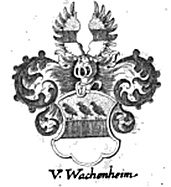
Familienwappen 1751

- Ein Offizier gleichen Namens (vermutlich sein Sohn) fungierte 1821, im italienischen Feldzug, als Flügeladjutant des K.k. Generals Johann Maria Philipp Frimont von Palota,[19][20] 1833 wurde er Kommandant des K.k. Husaren-Regiments „Kaiser“ Nr. 1, 1840 Generalmajor.[21] Franz von Wachenheim starb im Range eines Feldmarschallleutnants, am 16. Januar 1848 zu Wien.[22][23]

## Wappen
Das Familienwappen ist dreimal quergeteilt, in den Farben Gold, Rot und Silber. Im oberen goldenen Feld laufen in einer Reihe hintereinander drei schwarze Vögel nach rechts. Die Helmzier trägt Flügel, auf denen beidseitig die drei Vögel erneut erscheinen.

## Galerie

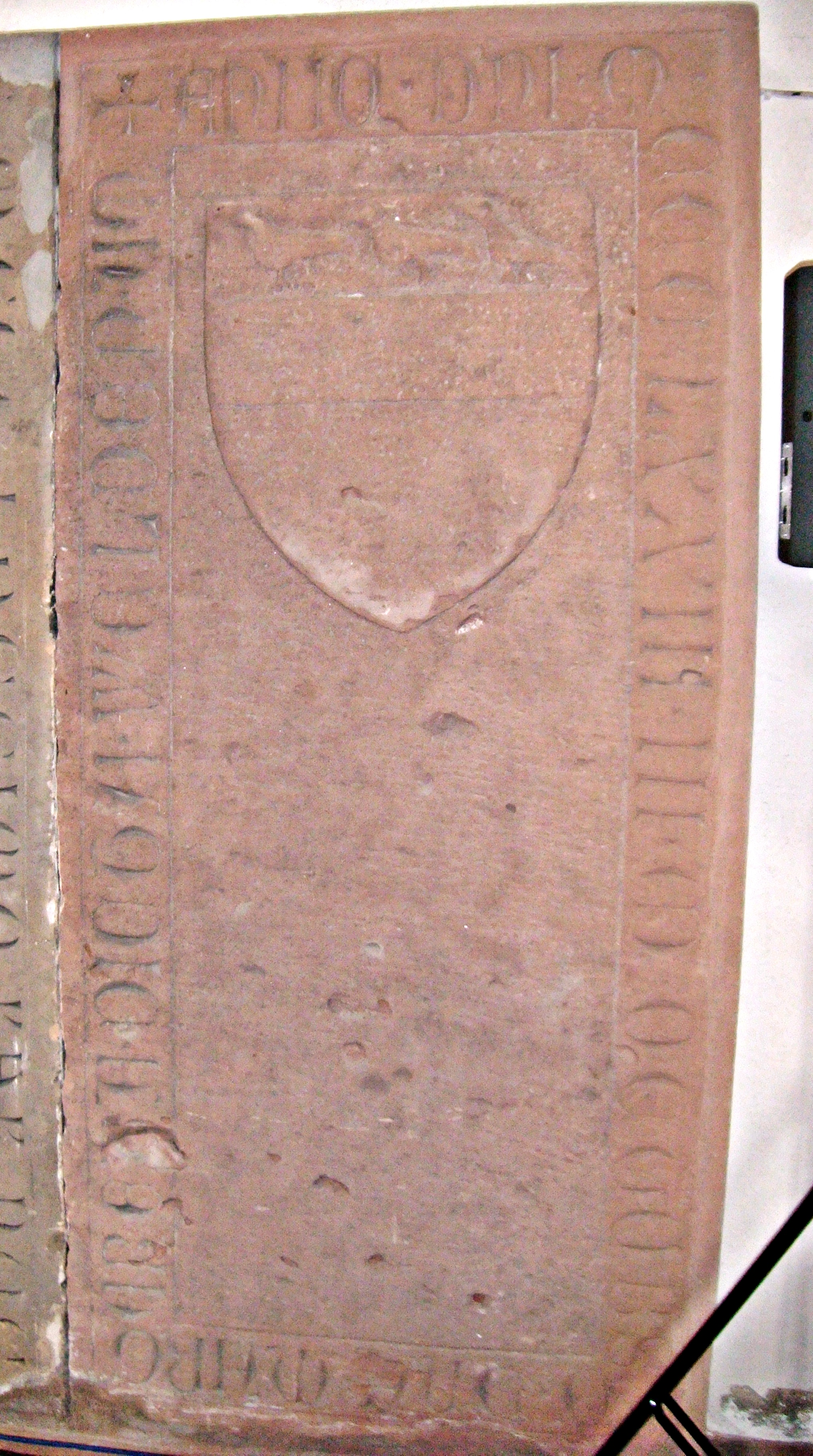
Grabplatte der Margareta von Wachenheim († 1373), im Stadtmuseum Worms (aus dem Kloster Maria Himmelskron stammend)
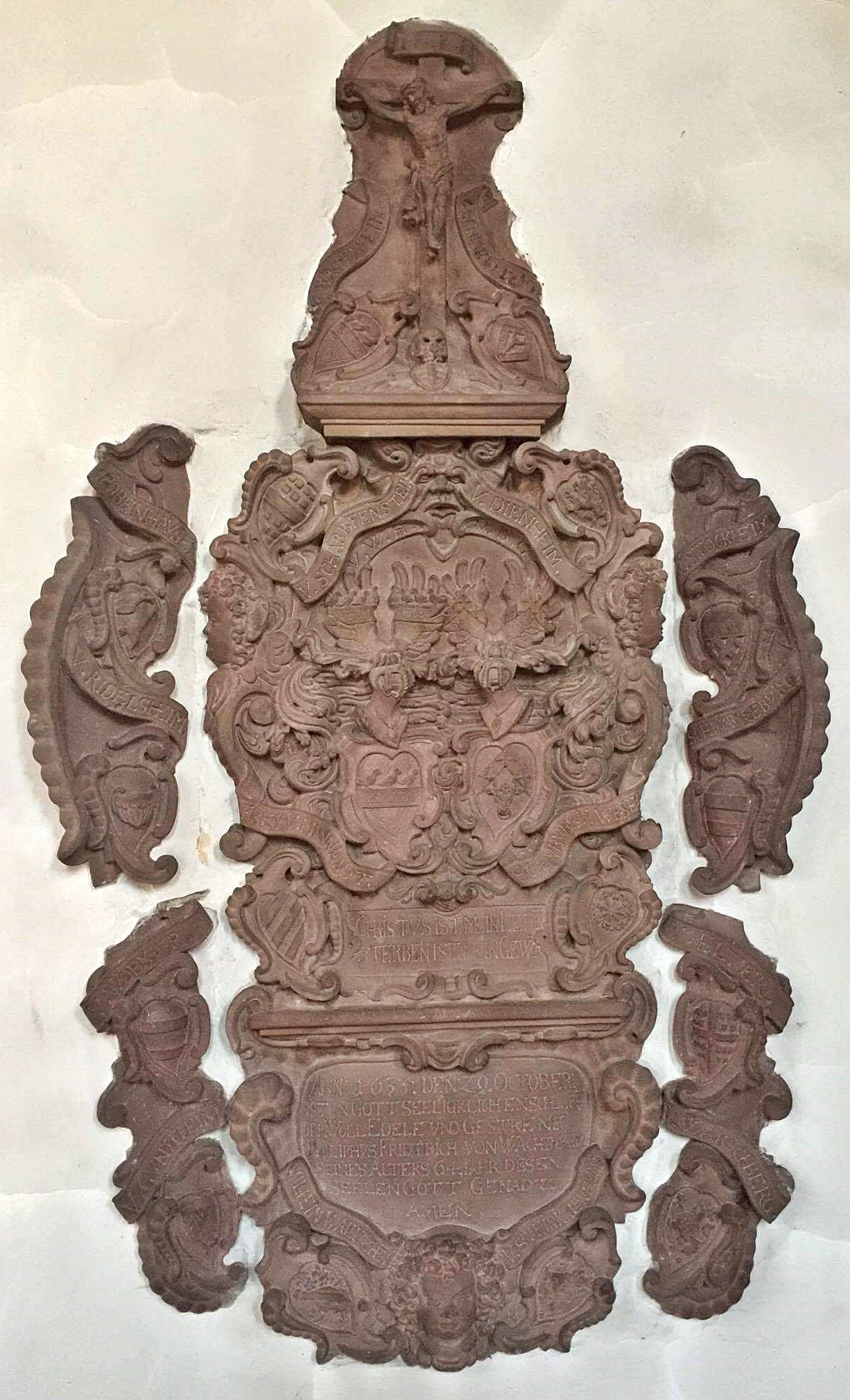
Epitaph des Ritters Philipp Friedrich von Wachenheim († 1635), Nikolauskirche, Neuleiningen
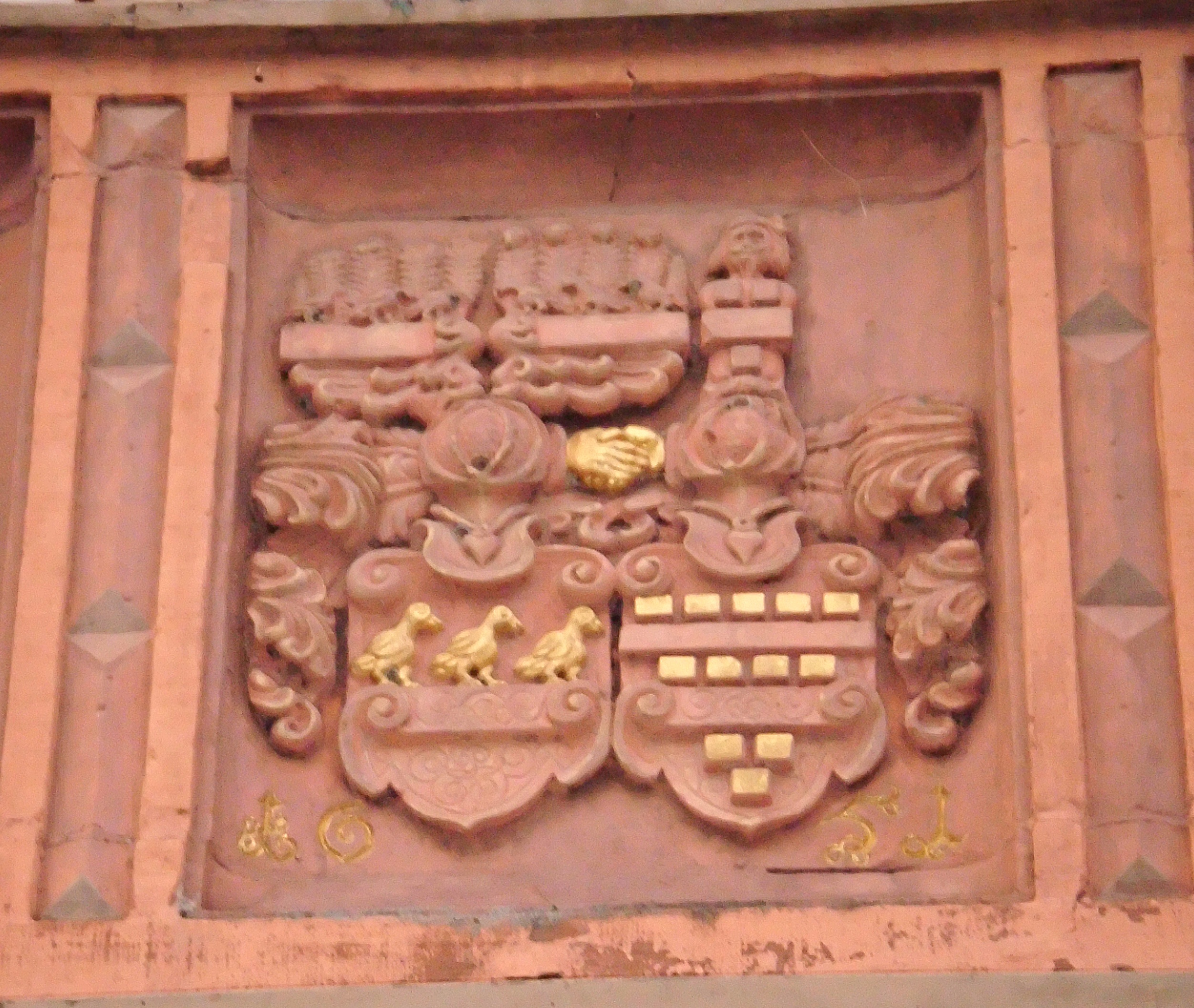
Schloss Monsheim, Allianzwappen Wachenheim und Hunolstein, 1651
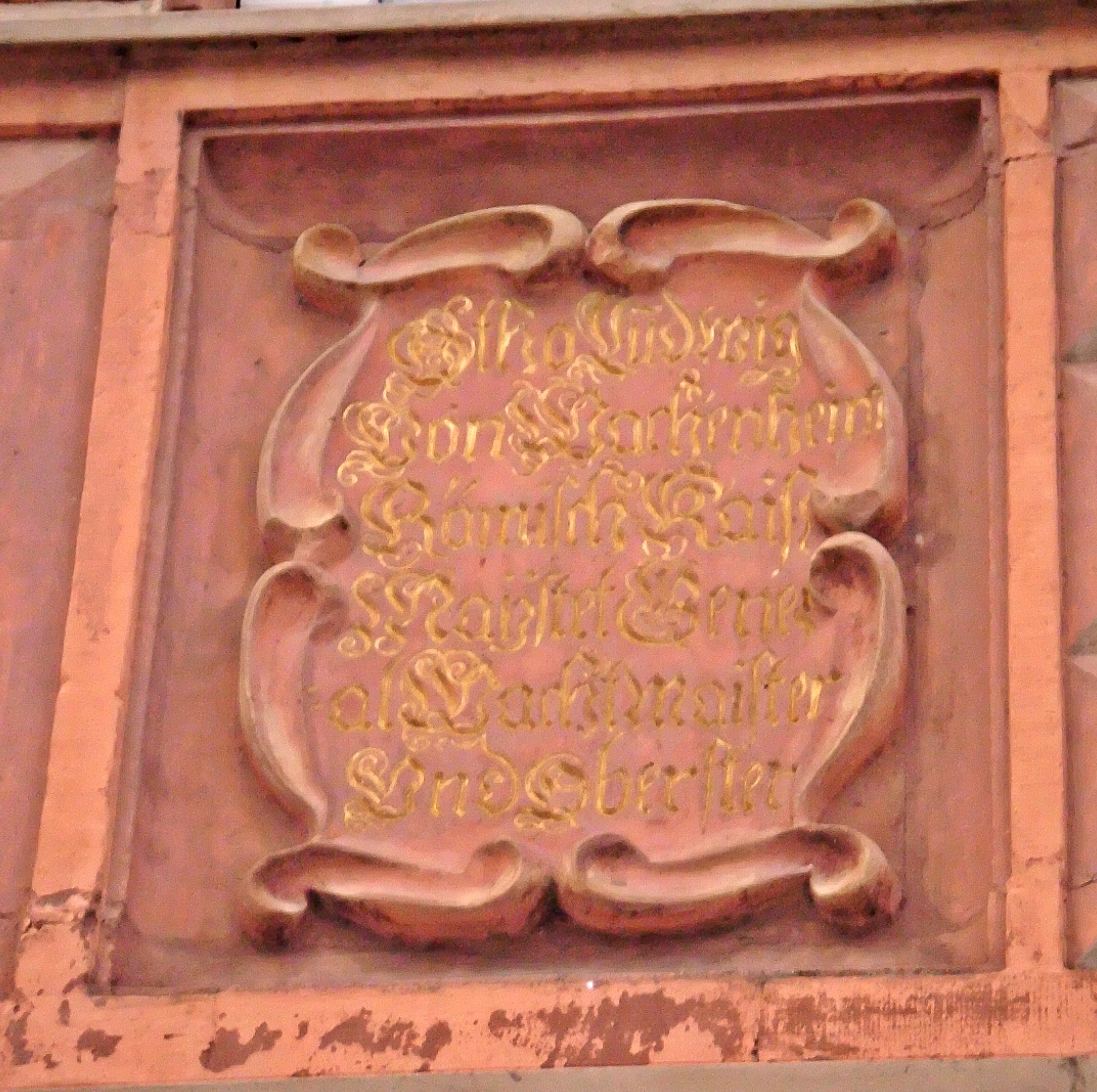
Schloss Monsheim, Inschriftkartusche des Generals Otto Ludwig von Wachenheim († 1660)
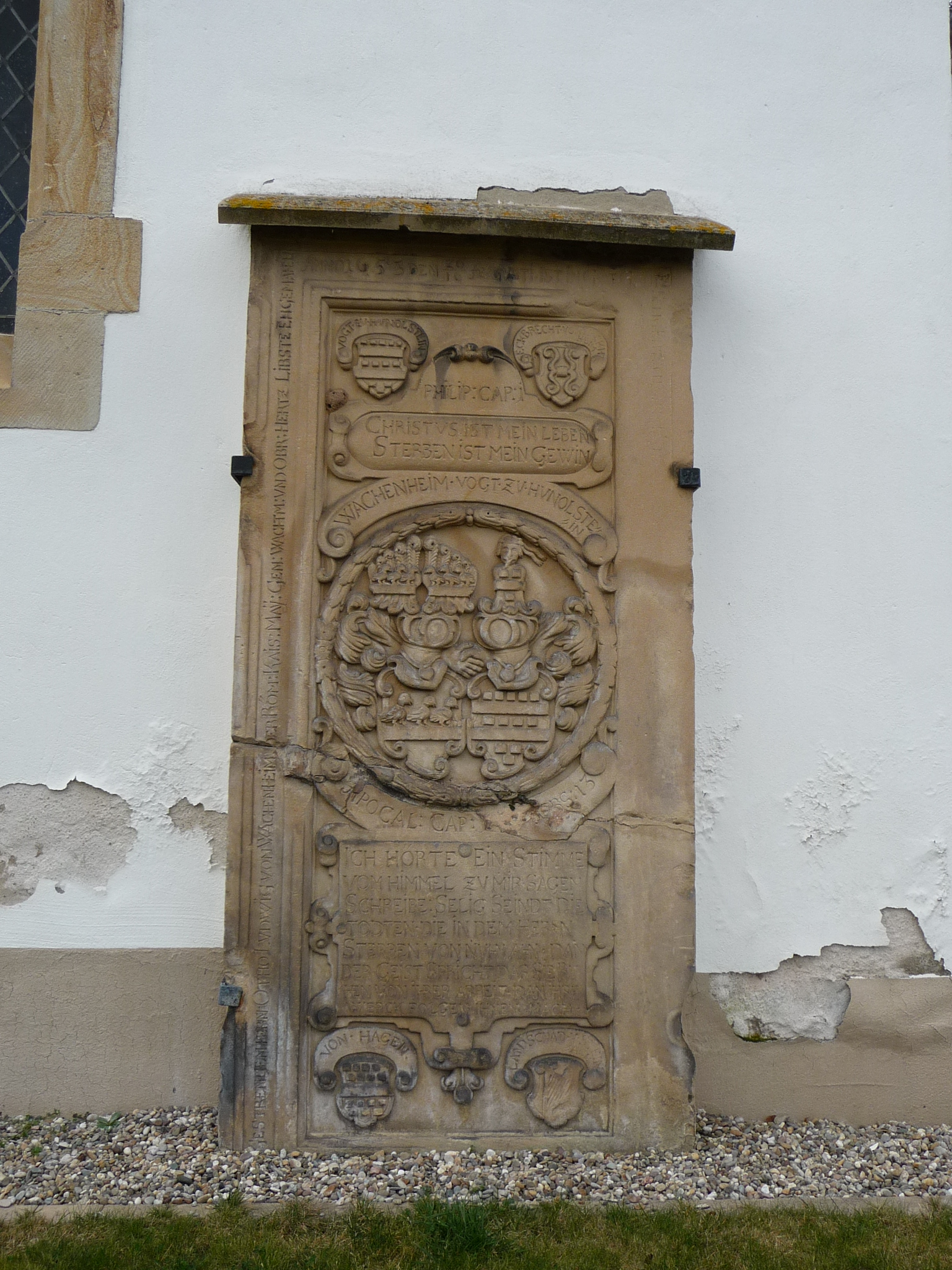
Grabstein Anna Margareta von Wachenheim geb. Vogt von Hunolstein, ev. Kirche Monsheim